# ラッセル・ロバーツ
ラッセル・ロバーツ（Russell Roberts、1953年 - ）は、ジョージ・メイソン大学の経済学教授で、ワシントン大学の体験学習センター元所長。NPRの番組、Morning Editionでビジネスと経済学のレギュラーコメンテーターを務めていて、ニューヨーク・タイムズとウォールストリート・ジャーナルにも寄稿している。
経済学者でない人に経済学を伝えることに力を入れており、そのために、賞を獲得したPodcastのEconTalkの司会を務めていて、ドナルド・ブードローとともにCafe Hayekというブログも運営している。経済学の考えを物語形式で伝える小説「インビジブル・ハート」を出版した。
2008年には、自発的秩序、価格のつり上げ、危機的状況での市場経済のような概念を扱う別の小説「The Price of Everything」（未邦訳）を出した。
彼の最新のプロジェクトはケインジアンとオーストリアンのビジネスサイクルへのアプローチの比較のラップ版である。

## 著書
- 『寓話で学ぶ経済学―自由貿易はなぜ必要か』（日本経済新聞社, 1999年）
- 『インビジブル・ハート』（日本評論社, 2003年）
- The Price of Everything （2008年, 未邦訳）